# شينيا أوسادا
شينيا أوسادا (باليابانية: 長田 真弥) (26 سبتمبر 1980 في آيتشي في اليابان – )؛ هو لاعب كرة قدم سابق كان يلعب كلاعب وسط.